# Chytrák
Chytrák (v anglickém originále Street Smart) je americký kriminální film z roku 1987. Režisérem filmu je Jerry Schatzberg. Hlavní role ve filmu ztvárnili Christopher Reeve, Morgan Freeman, Kathy Baker, Mimi Rogers a Andre Gregory.

## Ocenění
Morgan Freeman byl za svou roli v tomto filmu nominován na Oscara a Zlatý glóbus.

## Obsazení
| Christopher Reeve   | Jonathan Fisher |
| Morgan Freeman      | Fast Black      |
| Kathy Baker         | Punchy          |
| Mimi Rogers         | Alison Parker   |
| Andre Gregory       | Ted Avery       |
| Jay Patterson       | Leonard Pike    |
| Anna Maria Horsford | Harriet         |
| Frederick Rolf      | Joel Davis      |